# 狼王梦
《狼王梦》是中国动物小说家沈石溪的代表作，共30章，讲述了母狼紫岚为了实现狼王梦，坚韧不拔地训练狼子的故事。该部作品获得台湾第四届杨唤儿童文学奖及中国大陆第二届全国优秀少儿读物一等奖，再版达二十多次，同时浙江少年儿童出版社于2008年再版的《狼王梦》单本销量超过100万册。

## 情节
该书的主人公是一只名叫紫岚的母狼。它有着远远超出一般公狼的权力欲，但囿于体力和传统而没有办法参与狼王宝座的竞争，而其配偶黑桑在与其共同计划篡位的过程中意外身亡。于是，它把所有希望寄托在孩子身上，坚韧不拔地训练狼子，希望能有一只狼子继承黑桑的意志而成为狼王。大儿子黑仔一生下来就比普通狼崽强壮，于是它剥夺了其他孩子的口粮喂养黑仔。黑仔果然长得又高又大，却在一次意外中被金雕所食。紫岚把希望转移到第二个儿子蓝魂儿身上。为了专心培养蓝魂儿，它压抑本性狠心拒绝了它心仪的公狼卡鲁鲁的追求。蓝魂儿果然骁勇出色，可是就在希望马上有可能实现的时候，缺乏经验的蓝魂儿中了猎人的圈套，被捕狼夹夹住了。紫岚虽痛苦万分却无能为力，最终只能亲自结束了儿子的生命。第三个儿子双毛体格瘦弱，软弱自卑。为了改造双毛的性格，紫岚联合女儿媚媚残酷地欺压双毛，不惜摔断自己的腿骨从而激发出其狼性。然而双毛却在与狼王洛戛的决斗最后暴露出怯懦的本能，从而被杀。儿子都死了，只剩下女儿媚媚，它又把愈来愈缥缈的希望寄托在下一代的孩子身上，可是到了发情季节的媚媚却找了狼群中最没出息的公狼吊吊。紫岚诱杀了吊吊，于是媚媚和卡鲁鲁结合了，并残暴地赶走了紫岚。在媚媚临产时，为了下一代“狼王”的安全，漂泊在外，病弱不堪的紫岚以自己为诱饵引诱曾杀死其长子，又觊觎媚媚的金雕，最后与之同归于尽。

## 写作背景
在一次采访中，沈石溪称其16岁就到云南的一个傣族村落生活，30多年的生活经历给了他很多与动物直接接触的机会，并指出他“曾经跟着当地人到树林里去打孔雀，却被野狼追赶，困在树上三天三夜。60多个小时的时间里，一刻不停地观察着树下的六只饿狼。就是这样的生活阅历，成就了《狼王梦》这本书”。

## 主题与评价
胡亚敏著《叙事学》对该作品分析称：“以人道而言，狼道实在是太不近人情了。母狼紫岚，在必要时，可以食子，杀子，或眼睁睁地看着自己的爱子，在惨烈的斗争中，一败涂地，而不伸出援手。但从另一个角度看，作者所呈现出来的‘狼道’，是如此的黑白分明、斩截干脆，往往为人类所不及。”同时有文献称，该作品所表达出的生存价值与人类社会不同，“更多的是表现生命的顽强、生存的竞争、生命在死亡面前的态度和生命存在的思考，是生命价值的最基础也是最原始的表达”。
而从“物性真实”的角度，则有文献指出，沈石溪在这部小说中是以动物的自然本能与习性为基点来创建动物的情感与意识，这种方式使文本的描写和叙述获得极大的自由，文本包容的时空也得以拓展。同时该文献认为，“《狼王梦》里虽然写了紫岚强烈的狼王意识、伟大的母爱、惊人的毅力和断然的绝情，但作者并没有违背动物的本性，狼还是狼，它的生活习性并没变，它依然生活在荒沟石洞，茹毛饮血。文本中没有出现动物开怀大笑或嚎陶大哭等情态，也没有击败人类垄断世界的狂想或制造工具、发展科学的欲望等意态。其情态只是一种文字上的表述，其意态则来源于动物自然进化上的升华或动物求生存本能的一种提炼。因此，我们在沈石溪动物小说文本里并没有看到什么怪诞与荒唐，动物主体依然是动物，其情态与意态依然可以接受。”